# 장 딘반

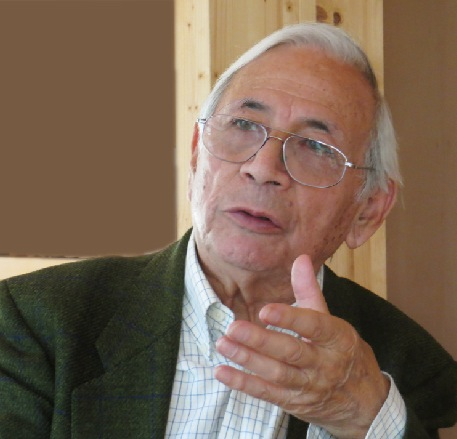
장 딘반(2013년)

장 딘반(프랑스어: Jean Dinh Van, 1927년 9월 11일 ~ 2022년 7월 3일)은 프랑스의 보석 디자이너이다. 자신의 이름을 따 프랑스에서 시작된 딘반(dinh van)의 창립자로서 1960년대 프랑스의 가장 창의적인 보석 디자이너로 꼽힌 장 딘반은 당시 화려한 장식과 오뜨꾸뛰르 의상을 갖춰입고 특별한 행사에서만 주로 착용하던 전통 보석제품의 규범을 깨고 미니멀리즘적인 디자인 요소를 활용하여 보석의 세계에 신선한 바람을 불어넣었다. 

## 초기
장 딘반은 1927년 프랑스 불로뉴비양쿠르에서 까르띠에의 칠기장인이었던 베트남 출신의 아버지와 브루타뉴 출신의 프랑스인 어머니 사이에서 태어났다. 장 딘반은 프랑스 장식미술학교에서 회화를 전공하고 아버지의 뒤를 이어 1946년에 메종 까르띠에에 합류해 루이 카르티에에 의해서 임명된 보석 수석디렉터였던 잔 투생의 지휘 하에 10년 간 전통적인 방식으로 보석 장인의 기술을 배웠다.

## 생애
까르띠에의 장인으로 10년 간 활동한 뒤 1965년, 장 딘반은 프랑스 파리 2구의 가이용 광장에 자신의 첫 보석 공방을 열고 유명 브랜드의 의뢰를 받아 보석제품을 선보였으며 Jean Schlumberger 등에게 납품하였다. 그의 보석 작품에 담긴 독특한 스타일은 전통적인 보석 세계와는 크게 차별화되었다. 1967년, 그는 프랑스의 전설적인 디자이너 피에르 카르댕(Pierre Cardin)과 함께 사각형에 두 개의 진주가 달린 반지(투펄링, Two Pearl Ring)을 제작하였는데 이 반지는 현재 프랑스 파리 루브르 박물관에 영구 전시중이다.
프랑스 보석의 전통적인 방식과 규범에 새로운 시도를 하고자 하는 열망으로, 장 딘반은 1967년 자신의 보석 작품을 기존 파리의 방돔 광장의 보석상에서 벗어나 파리 시내의 첫 대형판매점이자 백화점인 퓨블리시스 약국(Publicis Drug Store)에 입점하였다. 1967년 캐나다 몬트리올에서 개최된 몬트리올 엑스포에서 프랑스의 4대 보석 디자이너로 선정되어 작품을 전시하기도 했다.
1970년 미국 까르띠에와 계약하여 10년간 미국 까르띠에에서 디자인한 보석제품에 자신의 이름을 각인할 수 있었다. 까르띠에의 러브 컬렉션을 선보인 알도 키풀로(Aldo Cipullo)와 더불어 까르띠에에 자신의 이름을 각인할 수 있는 두 명의 디자이너 중 하나였다.
1976년, 장 딘반은 파리의 라 페 거리(Rue de la Paix)에 자신의 이름을 딴 브랜드인 딘반 부티크를 오픈하였다. 패션계는 1970년대의 자유로운 시대정신을 반영해 사랑, 유대, 우정을 상징하는 그의 보석 작품인 르 메노뜨("Les menottes")에 열광했다. 이어 면도날을 형상화한 "Lames de rasoir" 컬렉션을 선보이며 많은 관심을 받았다.  
이후에도 1970년대 여러 예술가들과 사교계에서 활동했던 장 딘반은 전설적인 디자이너 파코 라반(Paco Rabanne), 조각가 세자르와 같은 예술가들과 협업하여 보석 작품을 선보였다. 이후 장 딘반은 딘반 부티크를 차례로 뉴욕, 제네바, 브뤼셀에 열었다. 
1980년, 장 딘반은 조각가 세자르 발다치니와 함께 가슴 모양을 형상화한 보석작품을 선보였다. 1984년에는 라 빼 거리의 딘반 부티크에 스와치 시계를 처음으로 프랑스에서 선보였다. 1991년, 장 딘반은 옥으로 만든 중국 장신구에서 영감을 받아 순금을 이용하여 고유의 수작업으로 두드려 제작하는 "Le Pi Chinois" 컬렉션을 선보였다. 딘반의 보석작품들은 1990년대에까지 방돔 위원회가 주최한 갈라와 만찬에서 선보였다.
1998년 장 딘반은 개인 프로젝트에 전념하기 위하여 딘반의 브랜드와 부티크를 에릭 라포르트 투자 그룹에 매각했다. 
이후 프랑스 투렌에 거주하면서 꾸준히 독창적인 디자인을 하였고 접이식 의자로 유명한 Chaisor의 제품을 다시 디자인하고 자신의 브랜드 "하노이"(Hanoi)를 통해 말년까지 꾸준히 보석작품을 선보였다.

## 사망
장 딘반은 2022년 7월 3일 프랑스 뇌이쉬르센에서 숙환으로 별세했다.